# Rosco McQueen
Rosco McQueen, sous-titré Firefighter Extreme aux États-Unis, est un jeu vidéo d'action développé par Slippery Snake et édité par Sony Computer Entertainment en 1997 sur PlayStation.
Le joueur incarne un soldat du feu confronté à Sylvester T. Square et sa légion de robots pyromanes. 

## Système de jeu
Rosco McQueen est un jeu d'action et de plate-forme en 3D temps réel, qui se découpe dans différents niveaux clos.
Le but principal est de traverser les environnements pour sauver des « otages », tout en luttant contre les robots et principalement le feu. En effet quand le feu brûle trop longuement, la santé tombe en flèche.
Le joueur incarne un pompier héroïque équipé d'une hache et d'une lance à eau. Avec la hache il peut détruire ses ennemis et certains objets, tandis qu'avec la lance il doit éteindre les feux. Ce gameplay simple n'en est pas moins accrocheur, car si certains feux sont allumés dès l'entée dans une pièce,les ennemis déclenchent eux aussi des feux que le joueur doit maitriser. Ce dernier se retrouve donc à gérer plusieurs choses à la fois, dans l'espace et le temps. Si le gameplay de la lance est pointu, celui des déplacements et des combats hasardeux, ce qui donne au jeu une certaine difficulté, d'autant plus que certaines acrobaties sont nécessaires pour progresser.
Des items sont présents dans les niveaux pour aider à la progression.  Ceux-ci remontent la barre de santé du personnage, ou celle du réservoir d'eau.
Le jeu intègre aussi de petit éléments de réflexion simples dans sa progression : clés à trouver, mécanismes à actionner, etc.
Les niveaux s'enchainent jusqu'à un boss.